# Ann Cunningham
Lady Anna (Anne) Cunningham (1580 - 1646) fue la marquesa de Hamilton, dirigió una tropa de caballería mixta durante la "Batalla" de Berwick el 5 de junio de 1639.

## Biografía
Fue hija de James Cunningham, séptimo conde de Glencairn y Margaret, hija de Sir Colin Campbell de Glenorchy,  una familia conocida por su temprano compromiso con el protestantismo. Su hermana era la autora de memorias Lady Margaret Cunningham.
Se casó con James Hamilton, segundo marqués de Hamilton, el 30 de enero de 1603. Tuvieron dos hijos, James Hamilton, primer duque de Hamilton (1606-1649) y William Hamilton, segundo duque de Hamilton (1616-1651) y tres hijas, Lady Anne Hamilton (casada con Hugh, séptimo conde de Eglinton ), Lady Margaret Hamilton. (casada con John, conde de Crawford y Lindsay ) y Lady Mary Hamilton (fallecida en 1633, casada con James Douglas, segundo conde de Queensberry).
Después de su matrimonio, Ann administró las propiedades de Hamilton, especialmente cuando su marido estaba en la corte de Londres. Escribía libros de cuentas en cursiva, utilizando una mezcla de números arábigos y romanos. Hizo un pago a su profesor de escritura, el señor John Queen.

## Importancia histórica
Su importancia histórica como defensora de la Iglesia Presbiteriana en Escocia contra los intentos de Carlos I de convertir a toda Escocia al anglicanismo así como su liderazgo activo en el movimiento de resistencia del Pacto Nacional .
Su hijo, James Hamilton, se había puesto del lado de Carlos I. Cuando éste intentó desembarcar un ejército en la costa escocesa en 1639, ella organizó las defensas, reunió una tropa de caballería y "avanzó con una pistola que prometió descargar sobre su hijo si se ofrecía a bajar a tierra".
Un corresponsal de la época, Edward Norgate, escribió: "Ella va con armadura y con una pistola a su lado lista para cargar, y le desea allí, diciendo que le enterraría las balas en las entrañas".
La caballería cabalgaba bajo un estandarte que mostraba una mano rechazando un libro de oraciones con el lema Por Dios, el Rey, la Religión y la Alianza . Esto fue en el momento de la batalla de Berwick el 5 de junio de 1639.
La lucha con Carlos I condujo al derecho de los escoceses a una asamblea eclesiástica libre y un parlamento libre.
Su tataranieto fue Sir William Hamilton, el esposo de Emma, Lady Hamilton.